# Luis Suárez Miramontes
Luis Suárez, tên đầy đủ là Luis Suárez Miramontes (2 tháng 5 năm 1935 – 9 tháng 7 năm 2023) là cựu cầu thủ bóng đá và huấn luyện viên người Tây Ban Nha. Ông chơi ở vị trí tiền vệ cho các câu lạc bộ Deportivo de La Coruña, CD España Industrial, FC Barcelona, Inter Milan, Sampdoria và đội tuyển Tây Ban Nha. Suárez được coi là một trong những cầu thủ vĩ đại nhất của Tây Ban Nha, với kĩ thuật qua người khéo léo và cú sút đầy uy lực. Năm 1960 ông là cầu thủ đầu tiên sinh trưởng tại Tây Ban Nha giành được danh hiệu Quả bóng vàng châu Âu. Năm 1964 ông cùng đội tuyển Tây Ban Nha vô địch Euro 1964. Ông là thành viên chủ chốt của FC Barcelona có nhiều thành công trong thập niên 1950, trước khi ông tới Inter Milan. Tại đây ông cũng là thành viên quan trọng của đội bóng huyền thoại Inter vĩ đại trong thập niên 1960. Ông kết thúc sự nghiệp cầu thủ năm 1973, sau ba mùa bóng chơi tại Sampdoria.
Suárez sau đó chuyển sang sự nghiệp huấn luyện. Ông từng dẫn dắt Inter Milan 3 lần khác nhau, trong đó hai lần sau với vai trò tạm quyền. Suárez cũng đã làm huấn luyện viên đội tuyển U21 Tây Ban Nha và đội tuyển Tây Ban Nha. Với đội tuyển Tây Ban Nha, ông đã dẫn dắt 27 trận và lọt vào được vòng hai World Cup 1990. Ông còn dẫn dắt vài câu lạc bộ Ý và Tây Ban Nha.
Ông qua đời vào ngày 9 tháng 7 năm 2023, hưởng thọ 88 tuổi. Cái chết của Suarez được cựu chủ tịch Inter Milan thông báo Massimo Moratti. Ông đã nhập viện tại Ospedale Niguarda ở Milan vài ngày trước khi qua đời.

## Tiểu sử

### Khởi đầu sự nghiệp
Suárez bắt đầu sự nghiệp cầu thủ với câu lạc bộ Deportivo de La Coruña năm 1949 và tham gia ở đội trẻ cho đến khi được chơi ở La Liga lần đầu tiên ngày 6 tháng 12 năm 1953 trong trận thắng 6-1 trước FC Barcelona. Các đồng đội của ông ở Deportivo có Pahiño và Arsenio Iglesias. Ông chơi 17 trận và ghi được 3 bàn cho Deportivo trong mùa bóng đó. Năm 1954 ông chuyển tới FC Barcelona nhưng hầu hết mùa bóng 1954-55 chơi cho CD España Industrial, câu lạc bộ dự bị của FC Barcelona.

### FC Barcelona
Từ 1955 tới 1961 Suárez thường xuyên có mặt trong đội hình FC Barcelona cùng với các đồng đội như Ladislao Kubala, Zoltán Czibor, Sándor Kocsis, Ramallets và Evaristo. Với sự dẫn dắt của Helenio Herrera, câu lạc bộ và Suárez giành được cú đúp La Liga/Cúp Quốc gia Tây Ban Nha năm 1959 và La Liga/Fairs Cup (tiền thân của Cúp UEFA) năm 1960. Suárez được bình chọn là Quả bóng vàng châu Âu năm 1960. Một trong những trận đấu cuối cùng của ông tại FC Barcelona là chung kết Cúp C1 châu Âu năm 1961 (thua SL Benfica 2-3).

### Inter Milan
Năm 1961 Suárez trở thành cầu thủ đắt giá nhất vào thời điểm đó, khi FC Barcelona chuyển nhượng ông cho Inter Milan với giá 142.000 bảng Anh. Ông tiếp bước ông thầy Helenio Herrera sang Inter. Suárez trở thành cầu thủ chủ chốt trong đội hình Inter vĩ đại giành được 3 chức vô địch Serie A, 2 Cúp C1 châu Âu và 2 Cúp Liên lục địa. Từ 1961 tới 1970 ông thi đấu 328 trận cho Inter và ghi được 55 bàn.

### Đội tuyển Tây Ban Nha
Suárez chơi 32 trận cho đội tuyển Tây Ban Nha và ghi được 14 bàn thắng từ năm 1957 tới 1972. Ông có trận ra mắt vào ngày 6 tháng 12 năm 1957 trong trận đại thắng 6-1 trước đội tuyển Hà Lan và có mặt trong cả hai World Cup: 1962 và 1966. Thành tích cao nhất của ông với đội tuyển Tây Ban Nha là chức vô địch Euro 1964 với các đồng đội Josep Fusté, Amancio Amaro, José Ángel Iribar và Jesus María Pereda.

## Thống kê sự nghiệp

### Bàn thắng quốc tế
| #   | Ngày                 | Địa điểm                                            | Đối thủ     | Bàn thắng | Kết quả | Giải đấu                 |
| --- | -------------------- | --------------------------------------------------- | ----------- | --------- | ------- | ------------------------ |
| 1.  | 10 tháng 3 năm 1957  | Sân vận động Santiago Bernabéu, Madrid, Tây Ban Nha | Thụy Sĩ     | 1–1       | 2–2     | Vòng loại World Cup 1958 |
| 2.  | 31 tháng 3 năm 1957  | Sân vận động Heysel, Bruxelles, Bỉ                  | Bỉ          | 0–2       | 0–5     | Giao hữu                 |
| 3.  | 31 tháng 3 năm 1957  | Sân vận động Heysel, Bruxelles, Bỉ                  | Bỉ          | 0–5       | 0–5     | Giao hữu                 |
| 4.  | 8 tháng 5 năm 1957   | Hampden Park, Glasgow, Scotland                     | Scotland    | 2–2       | 4–2     | Vòng loại World Cup 1958 |
| 5.  | 13 tháng 3 năm 1958  | Sân vận động Công viên các Hoàng tử, Paris, Pháp    | Pháp        | 1–2       | 2–2     | Giao hữu                 |
| 6.  | 15 tháng 10 năm 1958 | Sân vận động Santiago Bernabéu, Madrid, Tây Ban Nha | Bắc Ireland | 4–1       | 6–2     | Giao hữu                 |
| 7.  | 28 tháng 6 năm 1959  | Sân vận động Śląski, Chorzów, Ba Lan                | Ba Lan      | 1–1       | 2–4     | Vòng loại Euro 1960      |
| 8.  | 28 tháng 6 năm 1959  | Sân vận động Śląski, Chorzów, Ba Lan                | Ba Lan      | 1–3       | 2–4     | Vòng loại Euro 1960      |
| 9.  | 22 tháng 11 năm 1959 | Sân vận động Mestalla, Valencia, Tây Ban Nha        | Áo          | 2–0       | 6–3     | Giao hữu                 |
| 10. | 22 tháng 11 năm 1959 | Sân vận động Mestalla, Valencia, Tây Ban Nha        | Áo          | 3–0       | 6–3     | Giao hữu                 |
| 11. | 17 tháng 12 năm 1959 | Sân vận động Công viên các Hoàng tử, Paris, Pháp    | Pháp        | 0–1       | 4–3     | Giao hữu                 |
| 12. | 10 tháng 7 năm 1960  | Sân vận động Quốc gia, Lima, Peru                   | Perú        | 0–2       | 1–3     | Giao hữu                 |
| 13. | 10 tháng 7 năm 1960  | Sân vận động Quốc gia, Lima, Peru                   | Perú        | 0–3       | 1–3     | Giao hữu                 |
| 14. | 26 tháng 10 năm 1960 | Sân vận động Wembley, Luân Đôn, Anh                 | Anh         | 2–2       | 4–2     | Giao hữu                 |

## Thành tích
FC Barcelona
- Quả bóng vàng châu Âu
  - 1960
- Vô địch Tây Ban Nha: 2
  - 1958-59, 1959-60
- Cúp Quốc gia Tây Ban Nha: 1
  - 1958-59
- Fairs Cup: 2
  - 1957-58, 1959-60

Inter Milan
- Vô địch Ý: 3
  - 1962-63, 1964-65, 1965-66
- Cúp C1 châu Âu: 2
  - 1963-64, 1964-65
- Cúp Liên lục địa: 2
  - 1964, 1965

Đội tuyển Tây Ban Nha
- Vô địch châu Âu: 1
  - 1964